# Чемпіонат СРСР з футболу 1961 (клас «А»)
Сезон 1961 року у класі «А» чемпіонату СРСР з футболу — 23-й в історії турнір у вищому дивізіоні футбольної першості Радянського Союзу. Тривав з 8 квітня по 21 жовтня 1961 року.
Участь у змаганні вдруге поспіль узяли 22 команди. Турнір проходив у два етапи:
- Попередній етап — змагання за круговою системою у двох підгрупах по 11 команд у кожній, за результатами якого визначалося, за які місця матиме змогу змагатися та чи інша команда на другому етапі.
- Фінальний етап — відповідно до зайнятого на першому етапі місця команди потрапляли до одного з двох групових турнірів, в яких вже безпосредньо розігрувалися підсумкові місця у чемпіонаті:
  - за 1 — 10 місця;
  - за 11 — 22 місця.

За результатами турніру вищий дивізіон залишали дві команди — команда, що зайняла останнє місце у турнірі, а також команда, що представляла РРФСР та зайняла найнижче місце серед усіх команд з російських міст, яки брали участь у змаганні.
Переможцем сезону стало «Динамо» (Київ), яке здобуло перший зі своїх рекордних 13 титулів чемпіона СРСР. Перемога киян в сезоні 1961 року стала історичною для радянського футболу, оскільки перервала гегемонію московських команд, ставши першим чемпіонським титулом немосковської команди після 22 сезонів, перемогу в яких святкували представники столиці СРСР.
| Чемпіон СРСР 1961         |
| ------------------------- |
| «Динамо» (Київ) 1-й титул |

## Попередній етап

### Підгрупа I
Підсумкова таблиця:
| М  | Команда                    | І  | В  | Н | П  | М     | О  |
| -- | -------------------------- | -- | -- | - | -- | ----- | -- |
| 1  | «Торпедо» (Москва)         | 20 | 16 | 1 | 3  | 48-20 | 33 |
| 2  | «Локомотив» (Москва)       | 20 | 9  | 8 | 3  | 35-23 | 26 |
| 3  | «Авангард» (Харків)        | 20 | 10 | 6 | 4  | 22-15 | 26 |
| 4  | «Динамо» (Тбілісі)         | 20 | 10 | 5 | 5  | 36-22 | 25 |
| 5  | СКА (Ростов-на-Дону)       | 20 | 9  | 4 | 7  | 39-22 | 22 |
| 6  | «Шахтар» (Сталіно)         | 20 | 7  | 5 | 8  | 22-23 | 19 |
| 7  | «Нафтовик» (Баку)          | 20 | 4  | 8 | 8  | 20-34 | 16 |
| 8  | «Труд» (Воронеж)           | 20 | 5  | 5 | 10 | 24-31 | 15 |
| 9  | «Адміралтієць» (Ленінград) | 20 | 5  | 5 | 10 | 22-30 | 15 |
| 10 | «Даугава» (Рига)           | 20 | 3  | 6 | 11 | 21-41 | 12 |
| 11 | «Спартак» (Вільнюс)        | 20 | 3  | 5 | 12 | 18-46 | 11 |

### Підгрупа II
Підсумкова таблиця:
| М  | Команда              | І  | В  | Н | П  | М     | О  |
| -- | -------------------- | -- | -- | - | -- | ----- | -- |
| 1  | ЦСКА (Москва)        | 20 | 13 | 3 | 4  | 55-28 | 29 |
| 2  | «Динамо» (Київ)      | 20 | 12 | 5 | 3  | 41-19 | 29 |
| 3  | «Спартак» (Москва)   | 20 | 10 | 5 | 5  | 38-21 | 25 |
| 4  | «Спартак» (Єреван)   | 20 | 8  | 7 | 5  | 27-26 | 23 |
| 5  | «Пахтакор» (Ташкент) | 20 | 9  | 5 | 6  | 30-33 | 23 |
| 6  | «Динамо» (Москва)    | 20 | 8  | 5 | 7  | 33-29 | 21 |
| 7  | «Кайрат» (Алма-Ата)  | 20 | 6  | 5 | 9  | 23-32 | 17 |
| 8  | «Зеніт» (Ленінград)  | 20 | 6  | 5 | 9  | 25-35 | 17 |
| 9  | «Молдова» (Кишинів)  | 20 | 6  | 4 | 10 | 30-36 | 16 |
| 10 | «Білорусь» (Мінськ)  | 20 | 4  | 5 | 11 | 17-31 | 13 |
| 11 | «Калев» (Таллінн)    | 20 | 0  | 7 | 13 | 14-43 | 7  |

## Фінальний етап
У підсумковій турнірній таблиці враховувалися очки, набрані в матчах першого етапу.

### За 1-10 місця
Підсумкова таблиця:
| М  | Команда              | І  | В  | Н  | П  | М     | О  |
| -- | -------------------- | -- | -- | -- | -- | ----- | -- |
|    | «Динамо» (Київ)      | 30 | 18 | 9  | 3  | 58-28 | 45 |
|    | «Торпедо» (Москва)   | 30 | 19 | 3  | 8  | 68-35 | 41 |
|    | «Спартак» (Москва)   | 30 | 16 | 8  | 6  | 57-34 | 40 |
| 4  | ЦСКА (Москва)        | 30 | 16 | 6  | 8  | 61-43 | 38 |
| 5  | «Локомотив» (Москва) | 30 | 13 | 12 | 5  | 58-42 | 38 |
| 6  | «Авангард» (Харків)  | 30 | 12 | 10 | 8  | 30-25 | 34 |
| 7  | «Динамо» (Тбілісі)   | 30 | 13 | 7  | 10 | 50-30 | 33 |
| 8  | «Спартак» (Єреван)   | 30 | 11 | 10 | 9  | 37-41 | 32 |
| 9  | СКА (Ростов-на-Дону) | 30 | 11 | 8  | 11 | 54-36 | 30 |
| 10 | «Пахтакор» (Ташкент) | 30 | 11 | 8  | 11 | 44-61 | 30 |

Гравці перших трьох команд, які взяли участь щонайменше в половині матчів, отримали медалі чемпіонату.
 «Динамо» (Київ): Олег Макаров, Микола Кольцов, Анатолій Сучков, Володимир Щегольков, Йожеф Сабо, Юрій Войнов, Володимир Ануфрієнко, Віктор Серебряников, Валерій Лобановський, Віктор Каневський, Олег Базилевич, Андрій Біба, Валентин Трояновський.
 «Торпедо» (Москва): Анатолій Глухотко, Віктор Шустиков, Леонід Островський, Олександр Медакін, Валерій Воронін, Микола Маношин, Геннадій Гусаров, Борис Батанов, Слава Метревелі, Олег Сергеєв, Валентин Денисов, Валентин Іванов.
 «Спартак» (Москва): Валентин Івакін, Анатолій Крутиков, Анатолій Масльонкін, Валерій Дикарьов, Олексій Корнєєв, Ігор Нетто, Юрій Іванов, Галімзян Хусаїнов, Анатолій Ісаєв, Анатолій Ільїн, Юрій Фалін, Юрій Севідов, Валерій Рейнгольд.

### За 11-22 місця
Підсумкова таблиця:
| М  | Команда                    | І  | В  | Н  | П  | М     | О  |
| -- | -------------------------- | -- | -- | -- | -- | ----- | -- |
| 11 | «Динамо» (Москва)          | 32 | 17 | 7  | 8  | 57-39 | 41 |
| 12 | «Шахтар» (Сталіно)         | 32 | 12 | 10 | 10 | 45-37 | 34 |
| 13 | «Зеніт» (Ленінград)        | 32 | 12 | 8  | 12 | 50-52 | 32 |
| 14 | «Адміралтієць» (Ленінград) | 32 | 12 | 7  | 13 | 49-47 | 31 |
| 15 | «Труд» (Воронеж)           | 32 | 11 | 8  | 13 | 39-38 | 30 |
| 16 | «Молдова» (Кишинів)        | 32 | 12 | 6  | 14 | 46-54 | 30 |
| 17 | «Кайрат» (Алма-Ата)        | 32 | 10 | 8  | 14 | 31-48 | 28 |
| 18 | «Нафтовик» (Баку)          | 32 | 7  | 13 | 12 | 36-52 | 27 |
| 19 | «Білорусь» (Мінськ)        | 32 | 74 | 10 | 15 | 29-44 | 24 |
| 20 | «Спартак» (Вільнюс)        | 32 | 7  | 5  | 20 | 33-64 | 19 |
| 21 | «Даугава» (Рига)           | 32 | 5  | 7  | 20 | 30-63 | 17 |
| 22 | «Калев» (Таллінн)          | 32 | 1  | 8  | 23 | 25-74 | 10 |

## Бомбардири
| М | Гравець              | Команда     | Голи |
| - | -------------------- | ----------- | ---- |
| 1 | Геннадій Гусаров     | «Торпедо»   | 22   |
| 2 | Геннадій Красницький | «Пахтакор»  | 20   |
|   | Віктор Ворошилов     | «Локомотив» | 20   |
| 4 | Віктор Каневський    | «Динамо» К  | 18   |
|   | Олексій Мамикін      | ЦСКА        | 18   |
| 6 | Ігор Численко        | «Динамо» М  | 15   |
|   | Сергій Квочкін       | «Кайрат»    | 15   |
| 8 | Галімзян Хусаїнов    | «Спартак» М | 14   |
|   | Заур Калоєв          | «Динамо» Тб | 14   |
|   | Юрій Захаров         | «Шахтар»    | 14   |

13 м'ячів забивали: Володимир Стрешний (СКА), Серафим Андронников («Труд»), Дмитро Дубровський («Молдова»).
12 м'ячів забивав: Валерій Короленков («Динамо» М).
11 м'ячів забивали: Віктор Соколов («Локомотив»), Лев Бурчалкін («Зеніт»), Юрій Варламов («Адміралтієць»), Станісловас Рамяліс («Спартак» В).
10 м'ячів забивали: Валерій Лобановський («Динамо» К), Олег Базилевич («Динамо» К), Борис Батанов («Торпедо»),  Анатолій Ісаєв («Спартак» М), Володимир Федотов (ЦСКА), Микола Корольов («Авангард»).

## Ігри, голи
У чемпіонаті брали участь три українські команди. Нижче наведений список гравців, які виходили на поле і забивали м'ячі у ворота суперників.
|                                                                                                 | |  |
|                                                                                                 | |  |
| 1. «Динамо» (Київ)                                                                              | |  |
| Воротарі:                                                                                       | Олег Макаров (29, 26п), Леонід Клюєв (4, 2п). |  |
| Захисники:                                                                                      | Микола Кольцов (28), Анатолій Сучков (25), Володимир Щегольков (22), Віталій Щербаков (12), Василь Турянчик (9, 1), Володимир Єрохін (2). |  |
| Півзахисники:                                                                                   | Йожеф Сабо (27, 3), Юрій Войнов (21, 3), Володимир Ануфрієнко (15), Володимир Сорокін (3), Валерій Веригін (3), Віктор Пестриков (1). |  |
| Нападники:                                                                                      | Віктор Серебряников (29, 4), Валерій Лобановський (28, 10), Віктор Каневський (26, 18), Олег Базилевич (26, 10), Андрій Біба (17, 5), Валентин Трояновський (15, 2), Микола Каштанов (11, 1), Ігор Зайцев (8, 1).                                                                              |  |
| Старший тренер: В'ячеслав Соловйов. Начальник команди: Віктор Терентьєв. Тренер: Михайло Коман. | |  |
| 6. «Авангард» (Харків)                                                                          | |  |
| Воротарі:                                                                                       | Микола Уграїцький (27), Євген Власенко (3), Михайло Авербух (2). |  |
| Захисники:                                                                                      | Віктор Мар'єнко (29, 1), Микола Масленников (29), Юрій Соколов (28, 1), Володимир Онисько (24), Шота Рігвава (5), Борис Шишков (2). |  |
| Півзахисники:                                                                                   | Євген Панфілов (25), Володимир Тодоров (22, 2), Володимир Ожередов (18). |  |
| Нападники:                                                                                      | Юрій Нестеров (29, 4), Микола Корольов (28, 10), Клим Хачатуров (26, 4), Станіслав Костюк (21, 4), Анатолій Крощенко (17, 3), Аркадій Мангасаров (11), Ігор Величко (4), Валентин Балацький (3), Володимир Канищев (2).                                                                        |  |
| Старший тренер: Олександр Пономарьов. Тренери: Віталій Зуб, Олексій Сєров.                      | |  |
| 12. «Шахтар»                                                                                    | |  |
| Воротарі:                                                                                       | Борис Стрєлков (26), Анатолій Райвич (6), Анатолій Халіулін (2). |  |
| Захисники:                                                                                      | В'ячеслав Аляб'єв (32, 1), Микола Головко (28), Геннадій Снєгирьов (22, 2), Анатолій Грибеник (12), Геннадій Швець (2), Віталій Кулаковський (2). |  |
| Півзахисники:                                                                                   | Володимир Сальков (29), Дмитро Мізерний (28), Олег Колосов (24, 1), Олександр Стук (1). |  |
| Нападники:                                                                                      | Юрій Захаров (28, 14), Анатолій Родін (26, 5), Віталій Савельєв (23, 9), Юрій Ананченко (20, 5), Борис Розсихін (17, 2), Валентин Сапронов (17, 1), Іван Диковець (16, 1), Валерій Шутильов (6, 1), Віктор Гостинін (5, 1), Віктор Романюта (4), Борис Бєляк (4), Володимир Бузовський (3, 1). |  |
| Старший тренер: Олег Ошенков. Начальник команди: Євген Шпиньов. Тренер: Микола Дегтярьов.       | |  |

## Список 33-х
|     | |  |
|     | |  |
| № 1 | Лев Яшин («Динамо» М), Гіві Чохелі («Динамо» Тб), Анатолій Масльонкін, Анатолій Крутиков (обидва — «Спартак» М), Юрій Войнов («Динамо» К), Ігор Нетто («Спартак» М), Слава Метревелі, Валентин Іванов (обидва — «Торпедо» М), Віктор Понєдєльнік (СКА Р/Д), Валентин Бубукін («Локомотив» М), Михайло Месхі («Динамо» Тб). |  |
| № 2 | Маслаченко («Локомотив» М), Олександр Медакін, Віктор Шустиков, Леонід Островський, Валерій Воронін, Микола Маношин (всі — «Торпедо» М), Олег Базилевич («Динамо» К), Ігор Численко («Динамо» М), Геннадій Гусаров, Борис Батанов (обидва — «Торпедо» М), Валерій Лобановський («Динамо» К).                               |  |
| № 3 | Сергій Котрікадзе («Динамо» Тб), Володимир Петров («Спартак» М), Георгій Рябов («Динамо» М), Дмитро Багрич (ЦСКА), Анатолій Чертков, Юрій Шикунов (обидва — СКА Р/Д), Герман Апухтін (ЦСКА), Віктор Серебряников («Динамо» К), Георгій Смирнов («Даугава»), Галімзян Хусаїнов («Крила Рад»), Олег Сергєєв («Торпедо» М).   |  |